# 歓楽幹線
歓楽幹線（ハッピーライン、簡体字: 欢乐干线、英: Happy Line）は、中華人民共和国広東省深圳市中心部にあるモノレール路線である。
当路線は環状線となっており、錦繍中華 (Splendid China)、歓楽谷 (Happy Valley)、世界之窓 (深圳市) (Window of the World) および中国民俗文化村 (China Folk Culture Village) での停車を含む、7つの駅がある。

## 技術情報
当モノレールは、保有車両であるP8/24クラス5編成（1編成3両で定員24名）とともに、スイス企業のインタミン社にて製造された。
当路線には、最大10%の縦断勾配がある。
当モノレールの軌道ビームは、幅500ミリメートルおよび高さ700ミリメートルであり、かつ15メートルごとに支柱がある。